# Asprotera
Asprotera is een geslacht van kevers uit de familie somberkevers (Zopheridae).

## Soorten
Deze lijst is mogelijk niet compleet.
- A. inculta
- A. ornatula
- A. squamifera
- A. vadoni